# Yyyreek!!! Kosmiczna nominacja
Yyyreek!!! Kosmiczna nominacja – film komediowy z elementami science-fiction z 2002 roku w reżyserii Jerzego Gruzy. Jest to drugi film tego reżysera, po Gulczas, a jak myślisz…, w którym wiodące role grają uczestnicy polskiej edycji programu Big Brother.

## Fabuła
Kosmici z planety X, mając problemy genetyczne, postanawiają znaleźć na Ziemi reproduktora, który odbędzie stosunek płciowy z przedstawicielką ich rasy, spłodzi potomstwo i zapobiegnie zagładzie ich gatunku. Po długich poszukiwaniach znajdują idealnego kandydata. Jest nim Irek – zwyczajny i przeciętny obywatel Polski. Na miejsce spotkania wybierają mały pensjonat w górach. Przypadkowo w tym samym miejscu umawiają się, w celu dokonania transakcji, przemytnicy materiałów wybuchowych. W to samo miejsce udają się także, polujący na nich, agenci CBŚ. Tymczasem właściciel pensjonatu postanawia wykorzystać fakt przybycia kosmitów jako reklamę mającą ściągnąć do niego turystów.

## Obsada
- Ireneusz Grzegorczyk − Irek
- Piotr Gulczyński − Spokojny
- Ilona Stachura − turystka
- Karolina Pachniewicz − Karolina
- Wojciech Glanc − brzuchomówca
- Agnieszka Lorek − turystka
- Manuela Michalak − dziennikarka
- Grzegorz Mielec − Grzesiek
- Piotr Zelt − Psychol
- Janusz Rewiński − Karol
- Tatiana Sosna-Sarno − dziennikarka tv
- Robert Wabich − kucharz
- Arkadiusz Nowakowski − pracownik stacji benzynowej
- Henryk Talar − szef gangu
- Mikołaj Korzyński − Stasio
- Jolanta Mrotek − sekretarka prezesa stacji telewizyjnej
- Wojciech Cygan − Staszek, wujek Karoliny
- Małgorzata Sadowska − Krysia, żona Irka
- Joanna Drozdowska − Imeil
- Jacek Żelezik
- Jerzy Gruza
- Krzysztof Łakomik
- Helena Sztyber
- Ilja Zmiejew − Sierioża
- Przemysław Branny − „Rudy”, czeski Łącznik
- Jerzy Braszka − „Feniks”, szef Kobry w CBŚ
- Łukasz Żurek − Zelenka
- Jędrzej Gaduła-Zawratyński − Jasio, syn Grzegorza
- Iwo Pawłowski − kosmita
- Piotr Grabowski − kosmita
- Kacper Gaduła-Zawratyński − Boguś, syn Irka
- Władysław Byrdy − Naczelnik
- Bogdan Kokotek − „Chudy”, czeski łącznik
- Alicja Walczak − „Kobra”, agentka CBŚ

## Produkcja
Zdjęcia kręcono w Warszawie i w Zakopanem.